# Sofja Gitmanowna Spasskaja
Sofja Gitmanowna Spasskaja, geboren Sofja Gitmanowna Kaplun, (russisch Софья Гитмановна Спасская, Geburtsname russisch Софья Гитмановна Каплун; * 26. Apriljul. / 9. Mai 1901greg. in St. Petersburg; † 1962 in Leningrad) war eine russisch-sowjetische Bildhauerin.

## Leben
Kapluns Onkel Moissei Solomonowitsch Urizki war der Vorsitzende der Petrograder Tscheka. Sie studierte am Repin-Institut für Malerei, Bildhauerei und Architektur (LISchSA) (bis 1918 Kaiserliche Akademie der Künste, dann WChUTEMAS, WChUTEIN) in der Bildhauerei-Fakultät. Ihre Diplomarbeit war eine zweifigurige Komposition. Sie war Freundin und Vertraute Andrei Belys. Sie hörte Belys Vorlesung in der Freien Philosophischen Assoziation (Wolfila), die sie leitete. Michail Alexejewitsch Kusmin beschrieb sie in seinem Tagebuch als Porzellanhexe mit einem Rosenkreuzer-Kreuz überm Bett. 1920 heiratete sie den Dichter und Literaten Sergei Dmitrijewitsch Spasski (1898–1956).

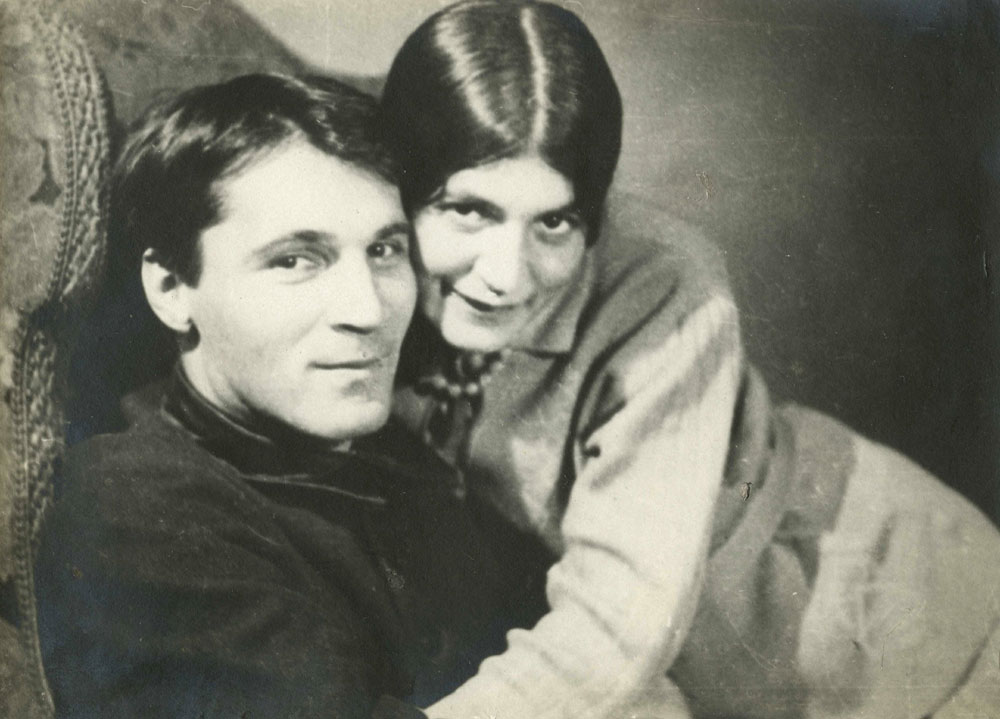
Ehepaar Spasski

Spasskaja lebte zusammen mit ihrer Mutter und ihrem älteren Bruder Boris Gitmanowitsch Kaplun (1937 in Kommunarka erschossen) in Petrograd in einer Wohnung an der Moika, die ein Treffpunkt für Schriftsteller, Dichter und Künstler war. Hier wurde im August 1921 unter den Gästen Nikolai Stepanowitsch Gumiljow verhaftet. 1933 wurde ihre Tochter Weronika geboren.
Während des Großen Terrors wurde Spasskaja 1937 verhaftet. In den Verhören zählte sie die Versammlungen auf, an denen sie als junges Mädchen in den Revolutionsjahren teilgenommen hatte. Damals hatte Alexei Nikolajewitsch Tolstoi sie befragt und in seinen Roman Der Leidensweg (Хождение по мукам, Choschdenije po mukam) aufgenommen. Sie wurde nach Artikel 58 des Strafgesetzbuches der RSFSR zu Haft und Verbannung verurteilt. Ihr Mann lebte nun mit ihrer Schwester Klara Gitmanowna Kaplun zusammen, die Sängerin und Kunstredakteurin eines Leningrader Verlags war und Spasskajas Tochter Weronika nach der Verhaftung Spasskajas zu sich genommen hatte.
Als Spasskaja nach dem Krieg aus der Verbannung entlassen wurde, brachte sie aus Baim, Rajon Tschornomorske, die liegendkranke Katorga-Politgefangene Warwara Jakowlewna Reifschneider zu ihren Verwandten zum Sterben. Dabei nahm sie die mittellose und kranke Betti Elberfeld mit. Da ihr Leningrad verboten blieb, lebte sie in Luga. Im Dezember 1948 wurde sie erneut verhaftet und in einen Rajon der Region Krasnojarsk verbannt, wo sie erkrankte und unter den Bedingungen der Verbannung litt.
Nach dem Tod Stalins konnte Spasskaja 1954 nach Leningrad zurückkehren. Die Künstlerunion half ihr bei der Suche nach einem Zimmer, mietete ein Atelier für sie und gab ihr viele Aufträge für Skulpturen. Sie konnte sich in Häusern der Kreativität erholen. Dank ihrer Arbeit erhielt sie eine gute Pension, jedoch starb sie bald danach.